# 日丹诺夫主义

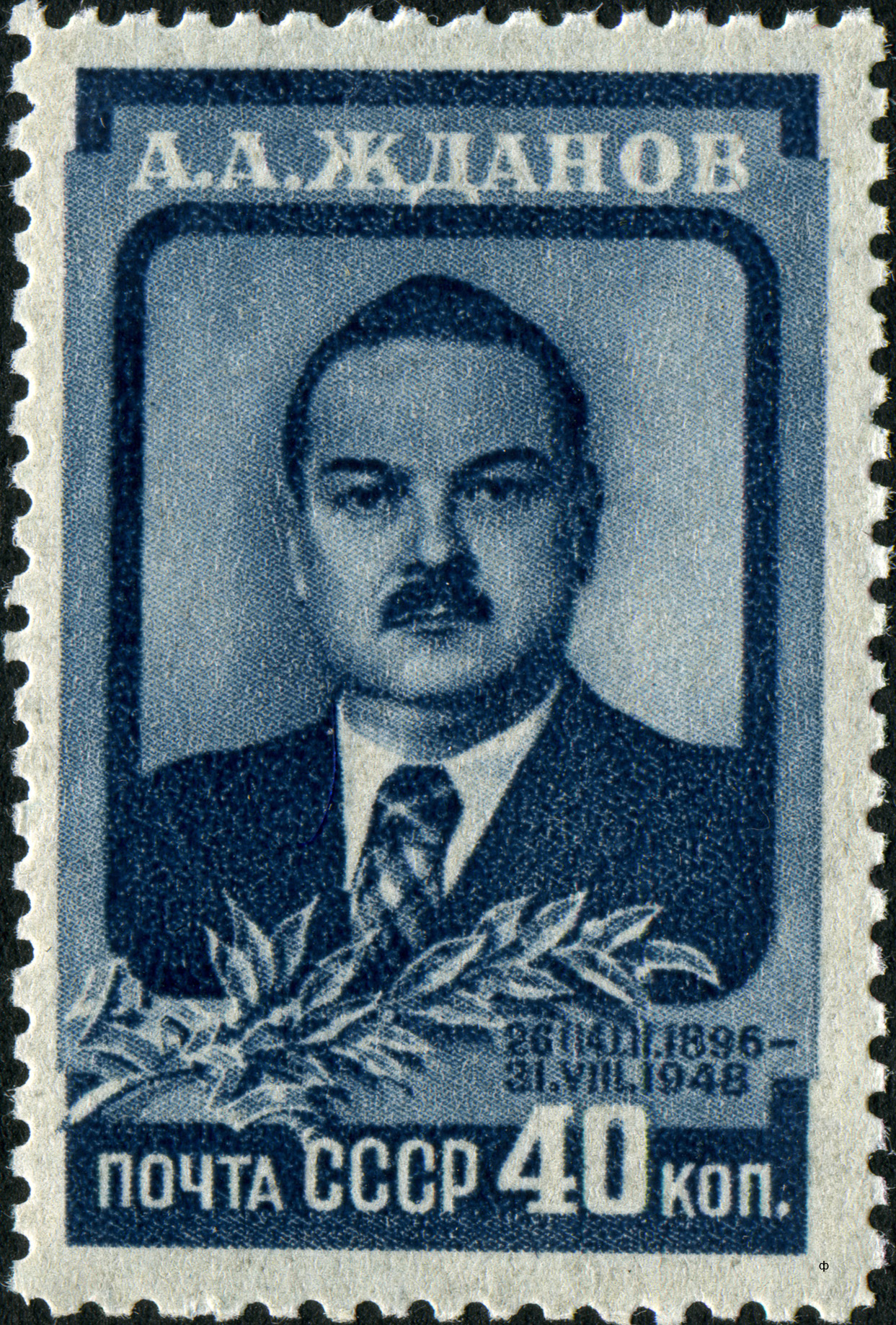
蘇聯郵票上的安德烈·日丹诺夫

日丹诺夫主义（俄语：ждановизм或ждановщина），又称日丹诺夫学说（доктрина Жданова），是1946年苏联共产党中央书记安德烈·日丹诺夫制定的文化政策，该政策认为世界分为两大“阵营”，即美国为首的“帝国主义”阵营和以苏联为首的“民主”阵营。其主要原则是“苏联文化中唯一存在的冲突是好与最好之间的冲突”。日丹诺夫主义主导了苏联的文化政策，从文学领域逐步深入至其他所有艺术领域，对哲学、生物学、医学和其他科学也产生影响。日丹诺夫主义要求艺术家、作家和知识分子在创作作品时和党保持一致，加强了苏联政府对艺术的领导。而未能遵守苏联政府规定的艺术家则遭到了压迫，其影响一直持续到1953年斯大林去世。

## 历史
1934年8月苏联作家协会第一次代表大会时，日丹诺夫提出“社会主义现实主义是苏联文学创作和文学批评的基本方法，要求文学创作为意识形态服务，并载入《苏联作家协会章程》。日丹诺夫于是展开了对大批作家和文人的批判、斗争和镇压。而日丹诺夫主义则导致对一批苏联著名作家艺术家，包括左琴科、阿赫玛托娃、肖斯塔科维奇的批判。
1946年8月，联共（布）中央组织局发表《联共（布）中央组织局关于〈星〉与〈列宁格勒〉两杂志的决议》（俄语：Постановление оргбюро ЦК ВКП(б) «О журналах „Звезда“ и „Ленинград“»），批判了发表了遭作协开除的讽刺作家米哈伊尔·米哈伊洛维奇·左琴科和诗人安娜·安德烈耶芙娜·阿赫玛托娃“非政治、资产阶级、个人主义”作品的《星》与《列宁格勒》两杂志。苏共中央的决议目的十分深远，即将苏联文化从“西方的奴役中”解放出来。随着运动的展开，所有和西方有关的元素都被识别出来加以批判，其他早先提出俄罗斯文化曾受到让-雅克·卢梭、莫里哀、拜伦勋爵和查尔斯·狄更斯影响的文学批评家也遭批判。苏联还提出许多西方发现的科学理论和发明创造是由俄国人首先提出的。其中对世界主义的批评一直延续至斯大林之死，后来开始具有反犹太主义色彩。
借此，日丹諾夫提出了有关文化的思想，被称为日丹諾夫主義，对苏联的直接影响持续到50年代晚期。日丹诺夫主义涉及文艺问和哲学问题。他的主張大量減少了該域的文化，改以簡單、科學性的圖表或符號來象徵某些道德價值。  它要求“艺术描写的真实性和历史具体性必须与社会主义精神从思想上改造和教育劳动人民的任务结合起来。”同时要求“在現實的描繪之中展現出明亮的歷史遠景”，用政治宣判的方式解决文学问题，反对资产阶级意识形态，鼓吹“无冲突论”。他提出文学家应以政策为创作指针。日丹诺夫重申了列宁与斯大林以苏维埃制度为指针的要求，要求党员作家“站在党的立场，站在党性和党的政策的立场”。
1947年，在讨论亚历山大洛夫著《西欧哲学史》时，日丹诺夫将唯物主义和唯心主义“两军对垒”确立为哲学史的定义。他认为哲学史是唯物主义与唯心主义斗争的历史，实际上用斯大林主义的政治逻辑去规范哲学史研究，从而让本应客观公正的哲学史研究顺从于政治权力。日丹诺夫于是被苏联人视为了马克思主义理论权威，代表斯大林和苏共中央所作的有关哲学史教材的发言被视为马克思主义经典。50年代末日丹諾夫死后，被打壓的蘇聯藝術界再次復甦，產生了大量抽象與創造性的作品。

## 影响

### 苏联
德米特里·鲍里索维奇·卡巴列夫斯基、维沙翁·雅科夫列维奇·舍巴林等艺术家受到批判。1946年至1953年通常被认为是苏联文学史上的低潮时期，它导致了苏联和西方文学交流中难以逾越的隔阂。1988年，《联共（布）中央组织局关于〈星〉与〈列宁格勒〉两杂志的决议》被苏共宣布为错误遭撤销。
1948年，苏联无线电电子学家，导弹防御体系创始人之一格雷戈里·基苏尼科因著作中“……书的正文中到处都是外国姓氏：麦克斯韦、赫兹、亥姆霍兹……”（苏联科学院学术委员会评语）而被取消评选斯大林奖金的资格。

### 中国大陆
日丹诺夫主义三十年代进入中国后，一直是中共主导的文艺界的理论经典、不可违抗的法规。周扬最早介绍了社会主义现实主义和革命浪漫主义，1952年，时任中共中央宣傳部副部長的周扬表示斯大林和日丹诺夫等关于文艺的指示具有最丰富和价值的经验，是最正确的、最重要的指南。1949年10月，《人民文学》强调“最大的要求是苏联和新民主主义国家的文艺理论”，将苏联文学视为整个世界进步文学运动的核心，是“人类最先进的、最富有生命力的文学”。从此，文学的党性和社会主义现实主义成为中国文学的政策性概念。
此前，毛泽东发表的《在延安文艺座谈会上的讲话》被胡風认为是日丹諾夫講話的庸俗化了的中文翻版。人民文學出版社編譯了《蘇聯文學藝術問題》，收入了俄共（布）中央1925年和1932年的兩個有關文藝的決議、蘇聯作家協會章程、日丹諾夫在第一次蘇聯作家代表大會上的講話、聯共（布）中央在40年代有關文藝问题的四个决议，成为中國大陆文藝工作者的必讀文件。日丹诺夫的报告及联共中央关于文学艺术的决议成为1951年文艺界整风学习的官方文件。日丹诺夫的话得以在当代文学批评界经常被引用。
从1949年5月到1950年3月，北京哲学界多次学习日丹诺夫讲话，对其表示完全认同。20世纪50年代初，苏联专家还到北京大学、中国人民大学、中共中央高级党校讲课，重申日丹诺夫定义并细化，其发言成了当时中华人民共和国研究哲学史的唯一指导方针，不允许讨论商榷。中国新哲学研究会同时批判亚历山大洛夫拥护日丹诺夫。从此，哲学上“两军对战”便成为中国大陆哲学家长期遵循的“经典”。
在教育方面，中国大陆中小学语文教材的编选受到日丹诺夫的资产阶级上升时期的文学作品具有进步性，而进入帝国主义阶段的文学则是完全反动这一理论的影响。1959年4月，中共中央宣传部将中学政治课分为“形势任务”课和“马列主义基础知识”课两部分，在教科书中不断强调唯物主义和唯心主义的斗争以及辩证法和形而上学的对立。 其中重复日丹诺夫的论断“唯物主义和唯心主义、辩证法和形而上学的斗争一直贯穿着哲学发展的历史。”“唯心主义和唯物主义的对立是世界本原问题上的对立，凡是涉及世界本原问题，唯心主义一定是错误和非科学的。”